# Rheotanytarsus tamaquintus
Rheotanytarsus tamaquintus är en tvåvingeart som beskrevs av Sasa 1980. Rheotanytarsus tamaquintus ingår i släktet Rheotanytarsus och familjen fjädermyggor. Inga underarter finns listade i Catalogue of Life.